# Consejo popular

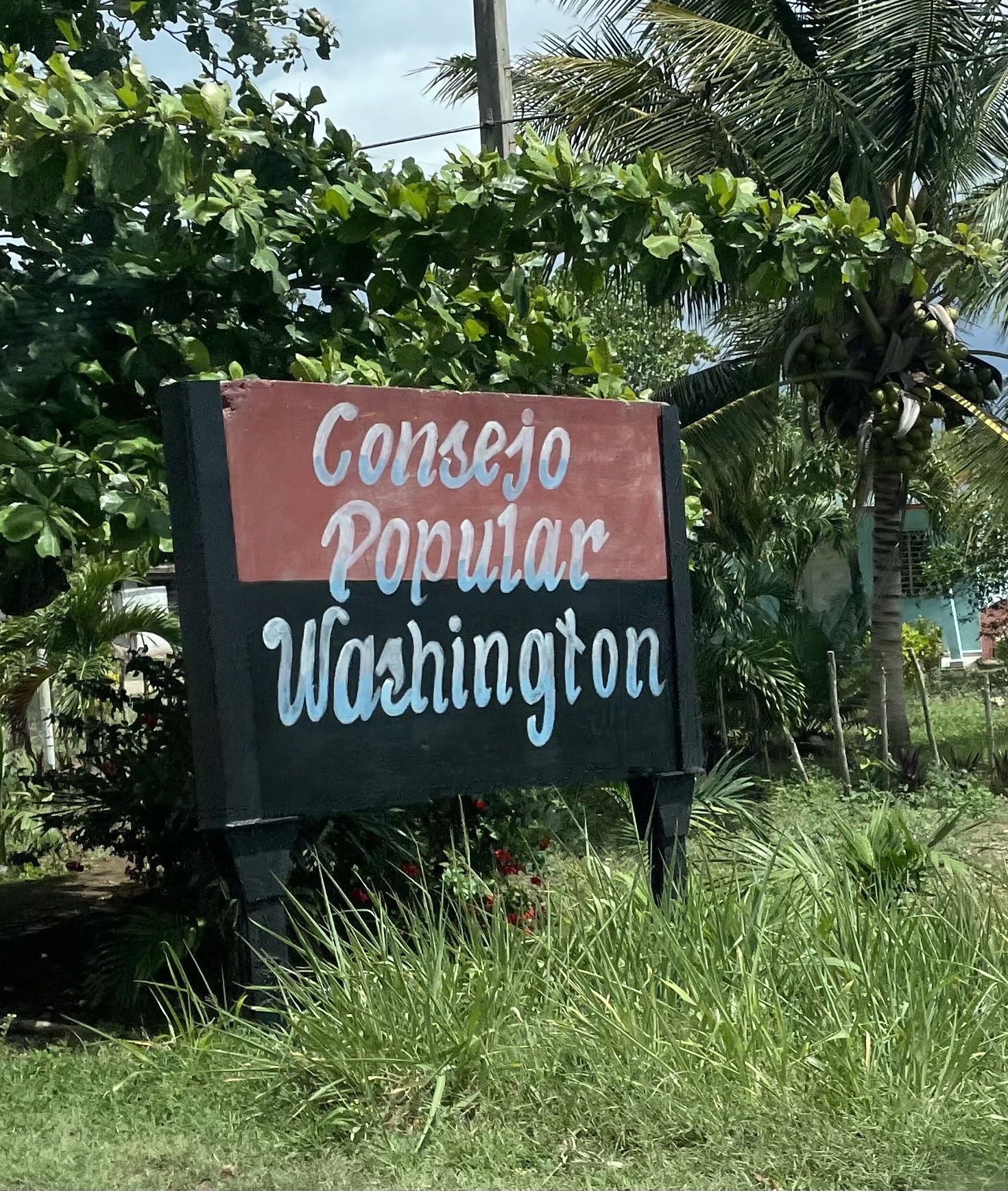
Biển hiệu consejo popular George Washington, Cuba được nhìn thấy khi bước chân vào phường.

Consejo popular (phát âm tiếng Tây Ban Nha: [ˈkonsexo populaɾ]; tiếng Việt: hội đồng nhân dân; đôi khi rút ngắn thành CP) là phường bầu cử hoặc phân chia ranh giới chính trị-hành chính của Quốc hội Chính quyền Nhân dân Cuba.
Consejo popular được thành lập vào năm 1988. 474 phường đã được thành lập tính đến năm 2023. Hoạt động giống như phân cấp hành chính trực thuộc thành phố. Dưới phường là quận. Tất cả các phường đều có ít nhất 5 quận, trong đó khu vực thành thị có nhiều hơn và khu vực nông thôn có ít hơn.
Hầu hết các phường nông thôn bao gồm 1 thị trấn hoặc ngôi làng chính (thường có dân số ít nhất 700-3.000 người) với một vài thôn, trong khi khu vực thành thị (thường là thành phố trực thuộc trung ương) thường được chia thành từng phường, được đặt tên theo thành phố với ký hiệu I, II và đôi khi thêm vào cả III, IV, v.v... Đôi lúc chỉ có hai phường trong một thành phố đều được chia thành "Norte" (phía bắc) và "Sur" (phía nam).

## Lịch sử

### Barrios
Trước thập niên 1970, thay vì consejos popular, khu tự quản đều được chia thành barrios. Một số barrios đã trở thành consejos popular, but most did not. nhưng hầu hết thì không. Thay vì thủ phủ của khu tự quản có consejos popular, chỉ có một barrio lấy tên thị trấn là centro (trung tâm) hoặc cabecera (trị sở).

## Hiến pháp
Điều khoản pháp lý của một phường ở Cuba như được quy định trong Hiến pháp Cuba:

### Tiếng Tây Ban Nha
660: Sección Cuarta: Consejo Popular
661: Artículo 193. "El Consejo Popular es un órgano local del Poder Popular de carácter representativo, investido de la más alta autoridad para el desempeño de sus funciones y, sin constituir una instancia intermedia a los fines de la división político-administrativa, se organiza en ciudades, pueblos, barrios, poblados y zonas rurales, a partir de los delegados elegidos en las circunscripciones de su demarcación, los cuales deben elegir entre ellos quien lo presida."
662: "A las reuniones del Consejo Popular pueden invitarse, según los temas y asuntos a tratar, representantes de las organizaciones de masas y sociales, y de las entidades más importantes en la demarcación, con el objetivo principal de fortalecer la coordinación y el esfuerzo colectivo en beneficio de la comunidad, siempre desde las funciones propias que a cada cual corresponden."
663: Artículo 194. "El Consejo Popular representa a la población de la demarcación donde actúa y a la vez a la Asamblea Municipal del Poder Popular. Ejerce el control sobre las entidades de producción y servicios de incidencia local, y trabaja activamente para la satisfacción de las necesidades de la economía, de salud, asistenciales, educacionales, culturales, deportivas y recreativas, así como en las tareas de prevención y atención social, promoviendo la mayor participación de la población y las iniciativas locales para su consecución."
664: "La ley regula la organización y atribuciones del Consejo Popular."

### Tiếng Việt
660: Phần thứ tư: Hội đồng Nhân dân
661: Điều 193. "Hội đồng Nhân dân là một cơ quan địa phương thuộc Chính quyền Nhân dân có tính chất đại diện, được trao quyền lực cao nhất để thực hiện các chức năng của mình và không tạo thành một cơ quan trung gian cho mục đích phân chia ranh giới chính trị - hành chính, nó được tổ chức ở thành phố, thị xã, khu dân cư, thị trấn và khu vực nông thôn, từ đại biểu được bầu ở khu vực bầu cử theo ranh giới của mình, rồi từ trong nhóm thì chọn ra người chủ trì cơ quan này".
662: "Đại diện tổ chức quần chúng và xã hội, cũng như của những thực thể quan trọng nhất trong việc phân định ranh giới, có thể được mời tham dự các cuộc họp của Hội đồng Nhân dân, với mục tiêu chính là tăng cường sự phối hợp và nỗ lực tập thể vì lợi ích của cộng đồng, luôn xuất phát từ những chức năng phù hợp, tương ứng với mỗi người dân".
663: Điều 194: "Hội đồng Nhân dân đại diện cho người dân trong khu vực phân định sự hoạt động, đồng thời là Hội đồng Chính quyền Nhân dân Khu tự quản. Thực hiện quyền kiểm soát cơ sở sản xuất và dịch vụ vận động chính sách địa phương, đồng thời hoạt động tích cực để đáp ứng nhu cầu của nền kinh tế , y tế, chăm sóc, giáo dục, văn hóa, thể thao và giải trí, cũng như nhiệm vụ phòng ngừa và chăm lo xã hội, thúc đẩy sự tham gia nhiều hơn của người dân và sáng kiến địa phương nhằm đạt được thành tựu đó".
664: Luật quy định về tổ chức và quyền hạn của Hội đồng Nhân dân".

## Hình ảnh
Biển hiệu/văn bản ở Cuba có ghi dòng chữ "Consejo Popular"

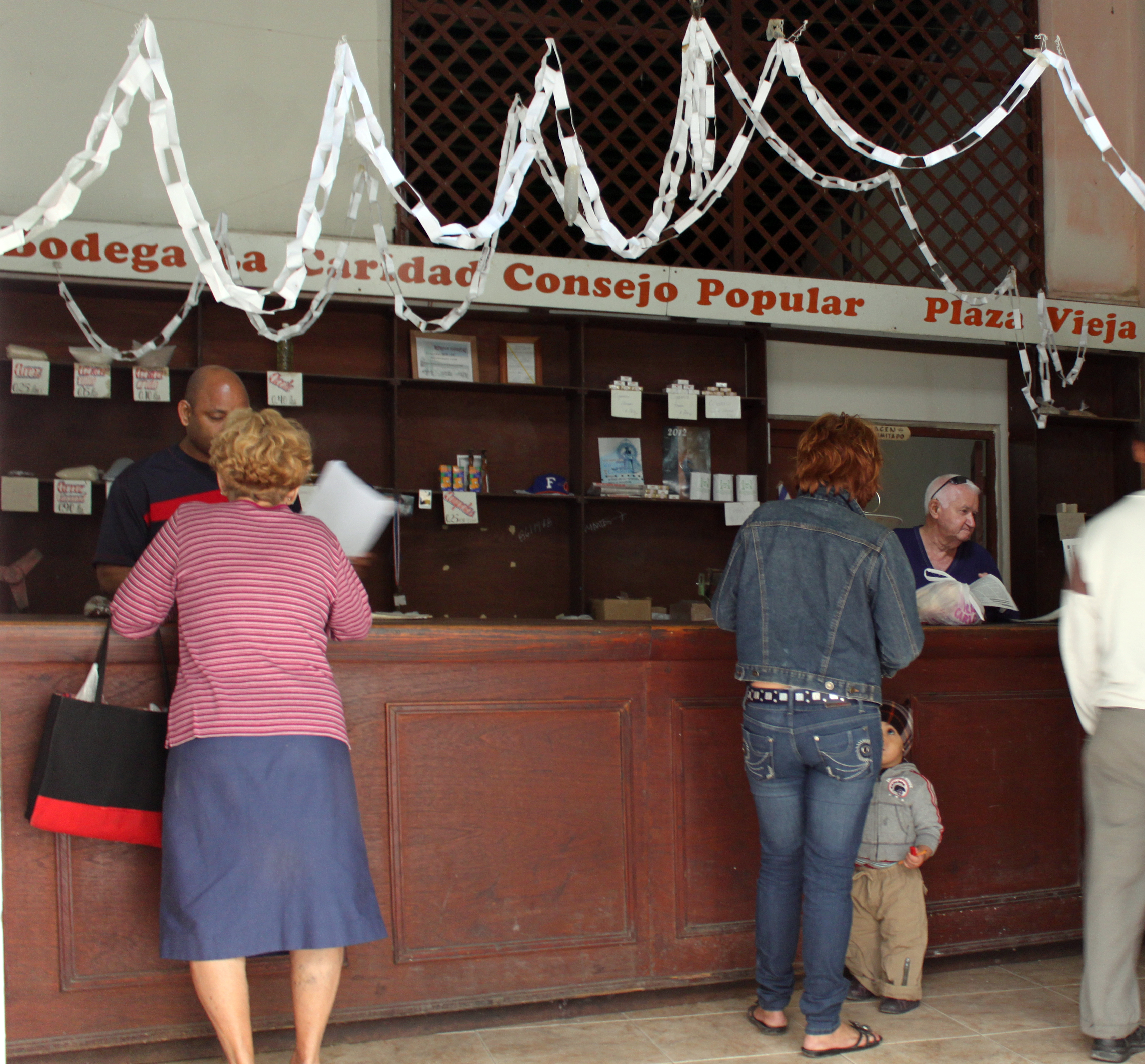
Plaza Vieja, Plaza de la Revolución, tỉnh La Habana
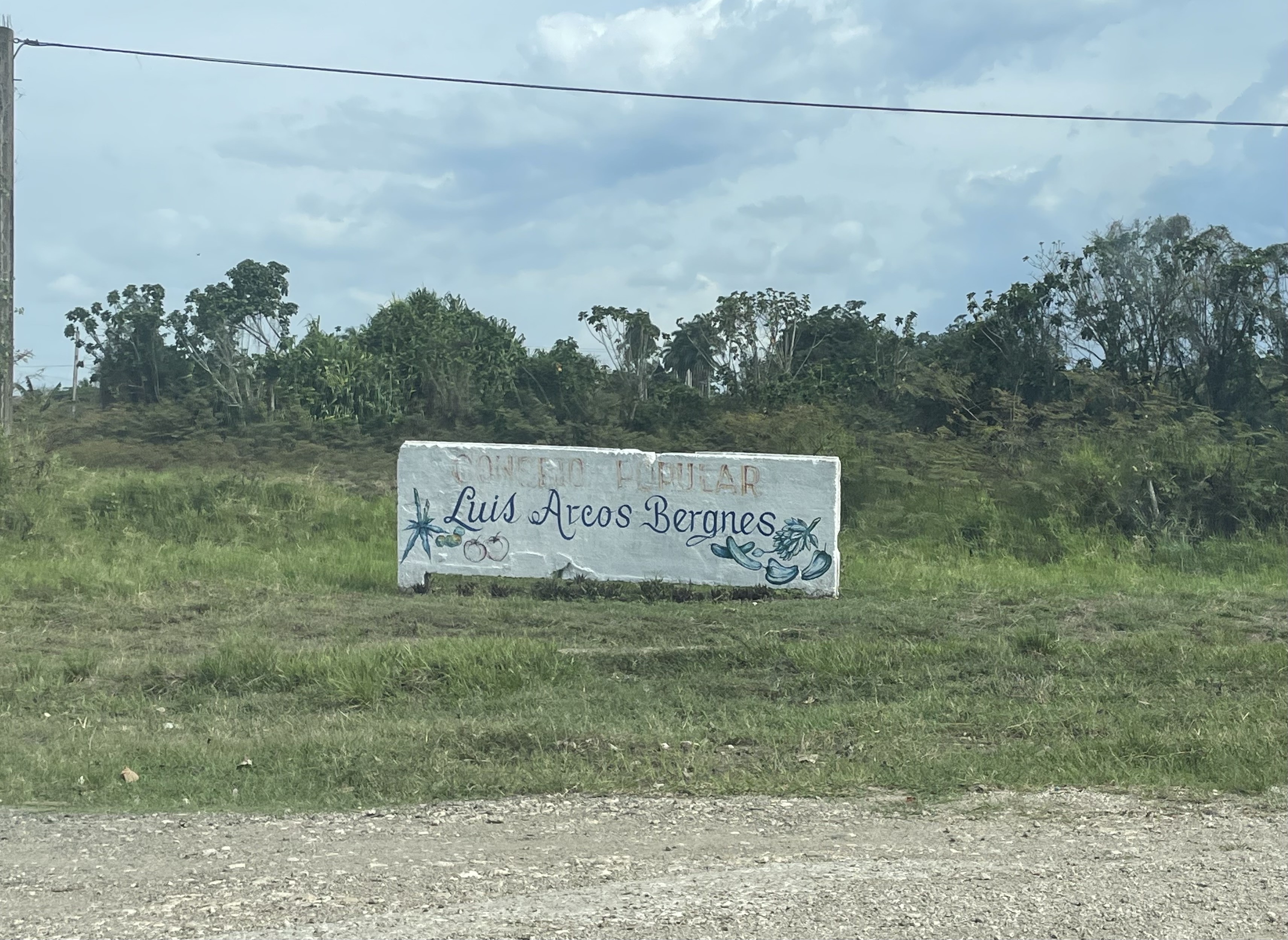
Luis Arcos Bergnes, Camajuaní, tỉnh Villa Clara
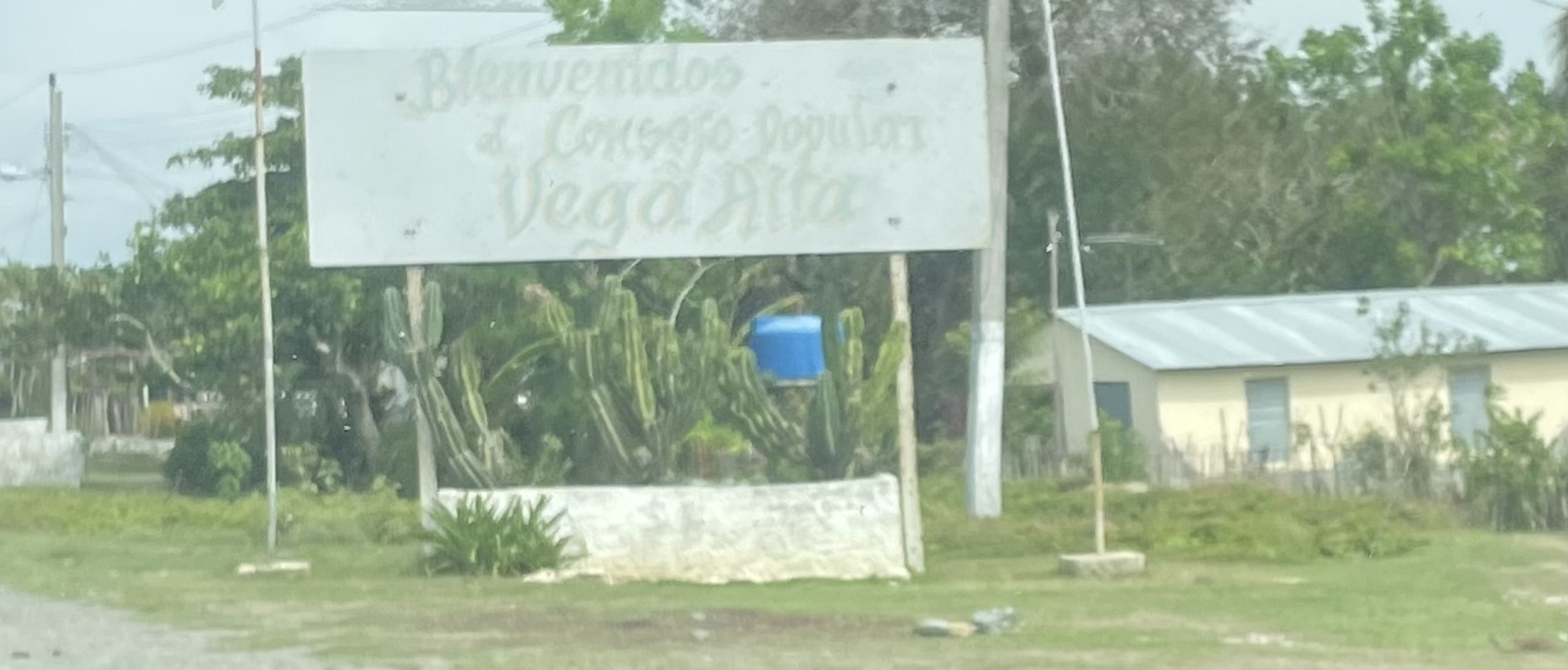
Vega Alta, Camajuaní, tỉnh Villa Clara (hơi mờ)
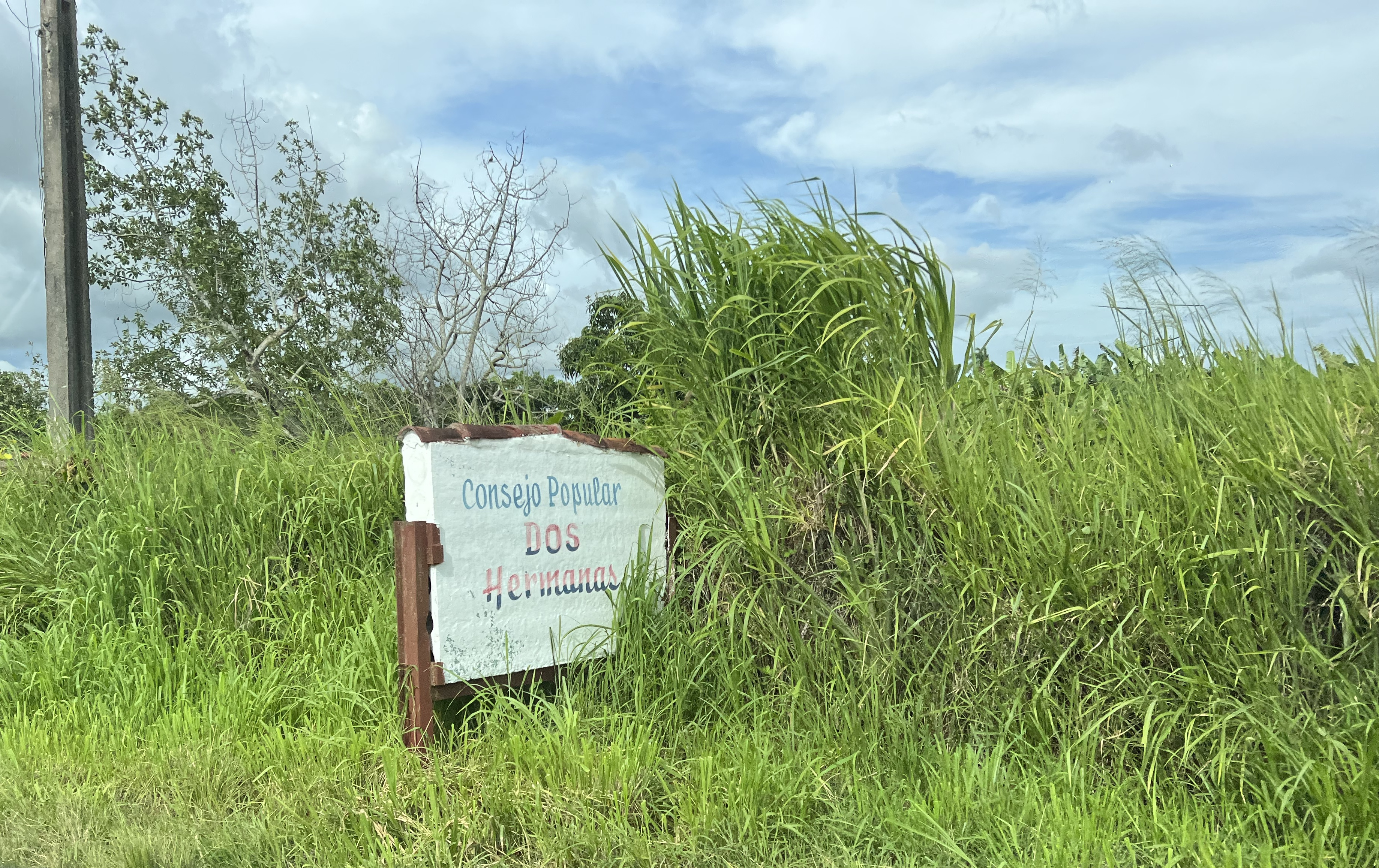
Dos Hermanas, Encrucijada, tỉnh Villa Clara
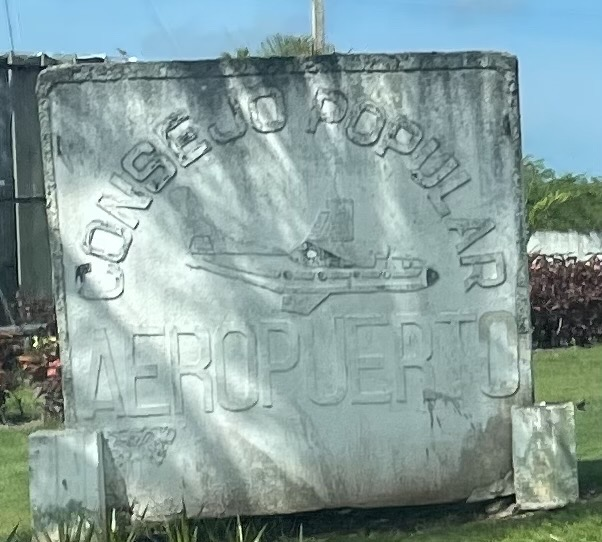
Aeropuerto, Santa Clara, tỉnh Villa Clara
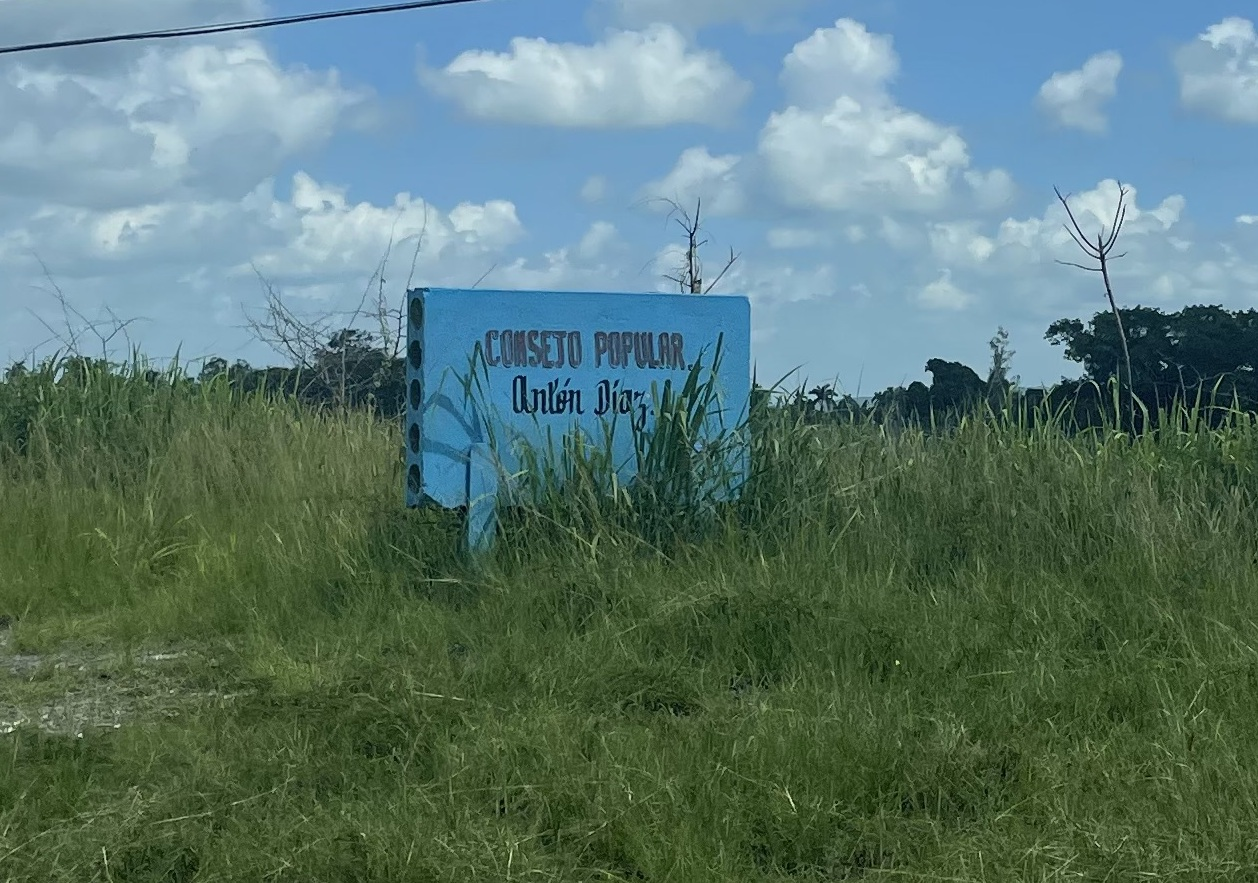
Anton Diaz, Santa Clara, tỉnh Villa Clara
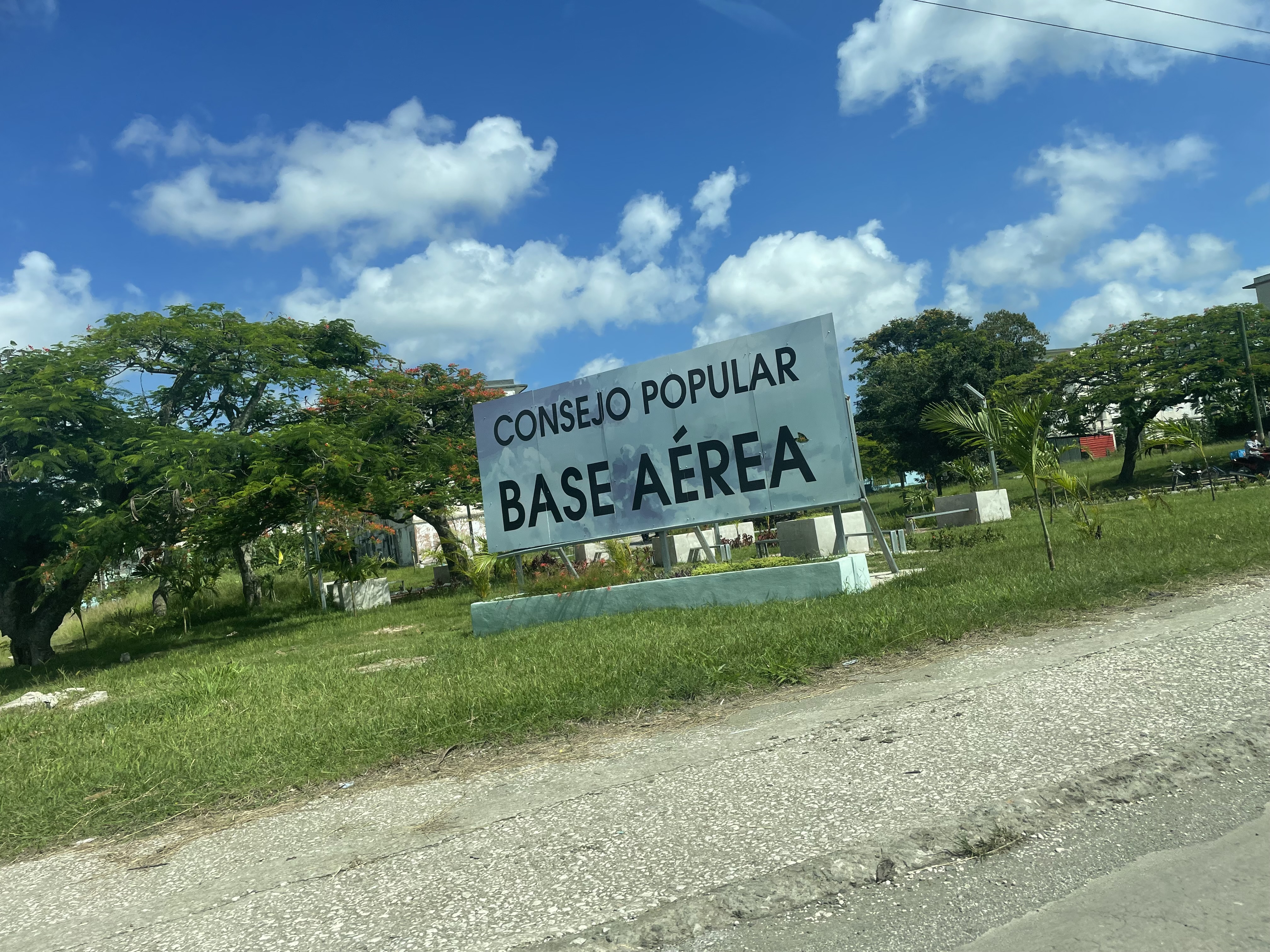
Base Aérea, Santa Clara, tỉnh Villa Clara
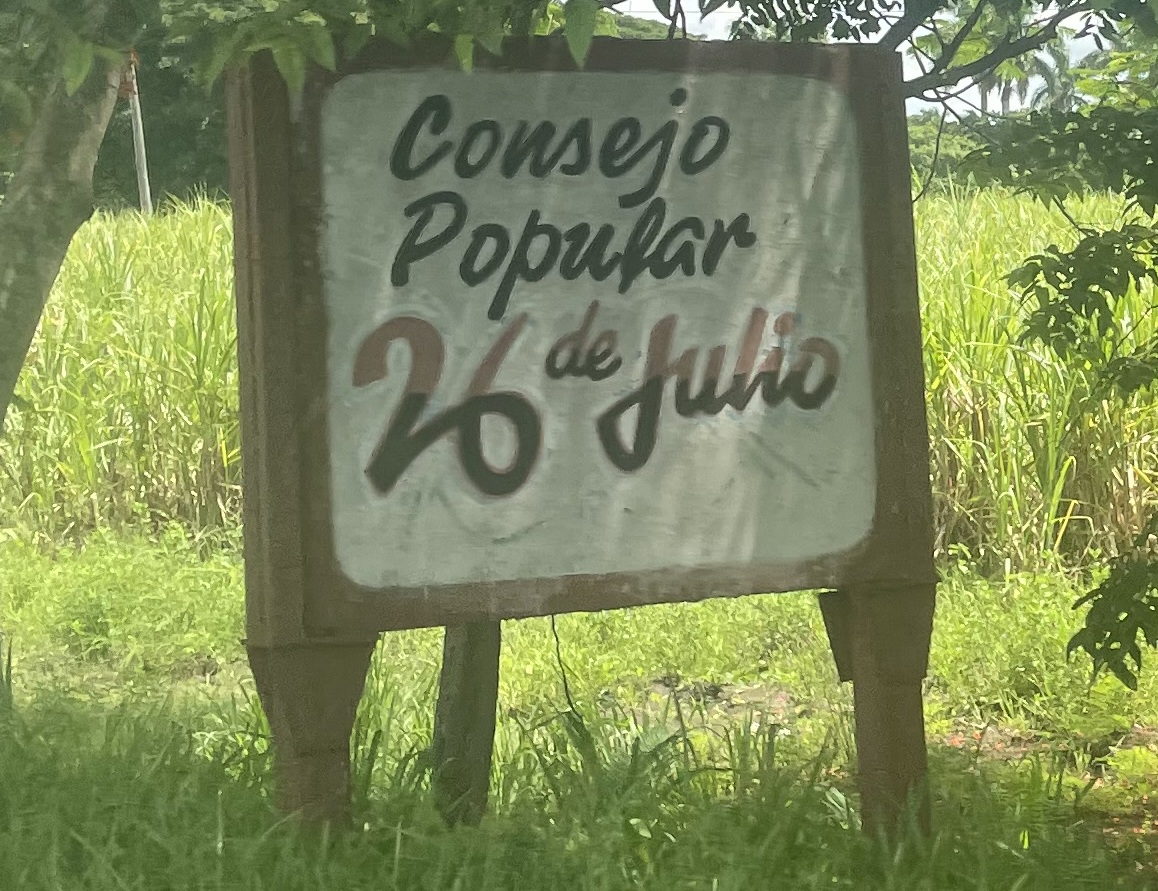
26 de Julio, Santo Domingo, tỉnh Villa Clara
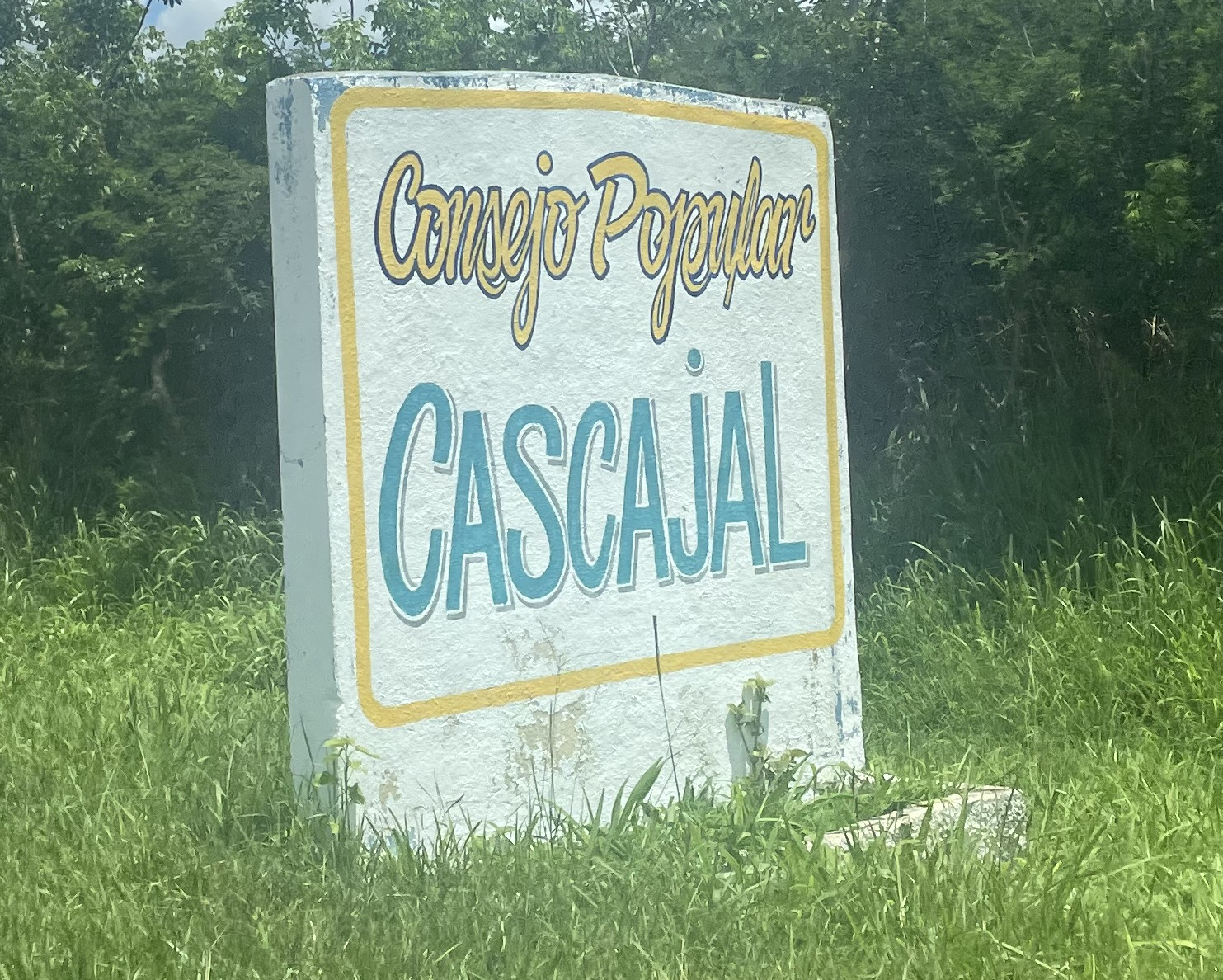
Cascajal, Santo Domingo, tỉnh Villa Clara
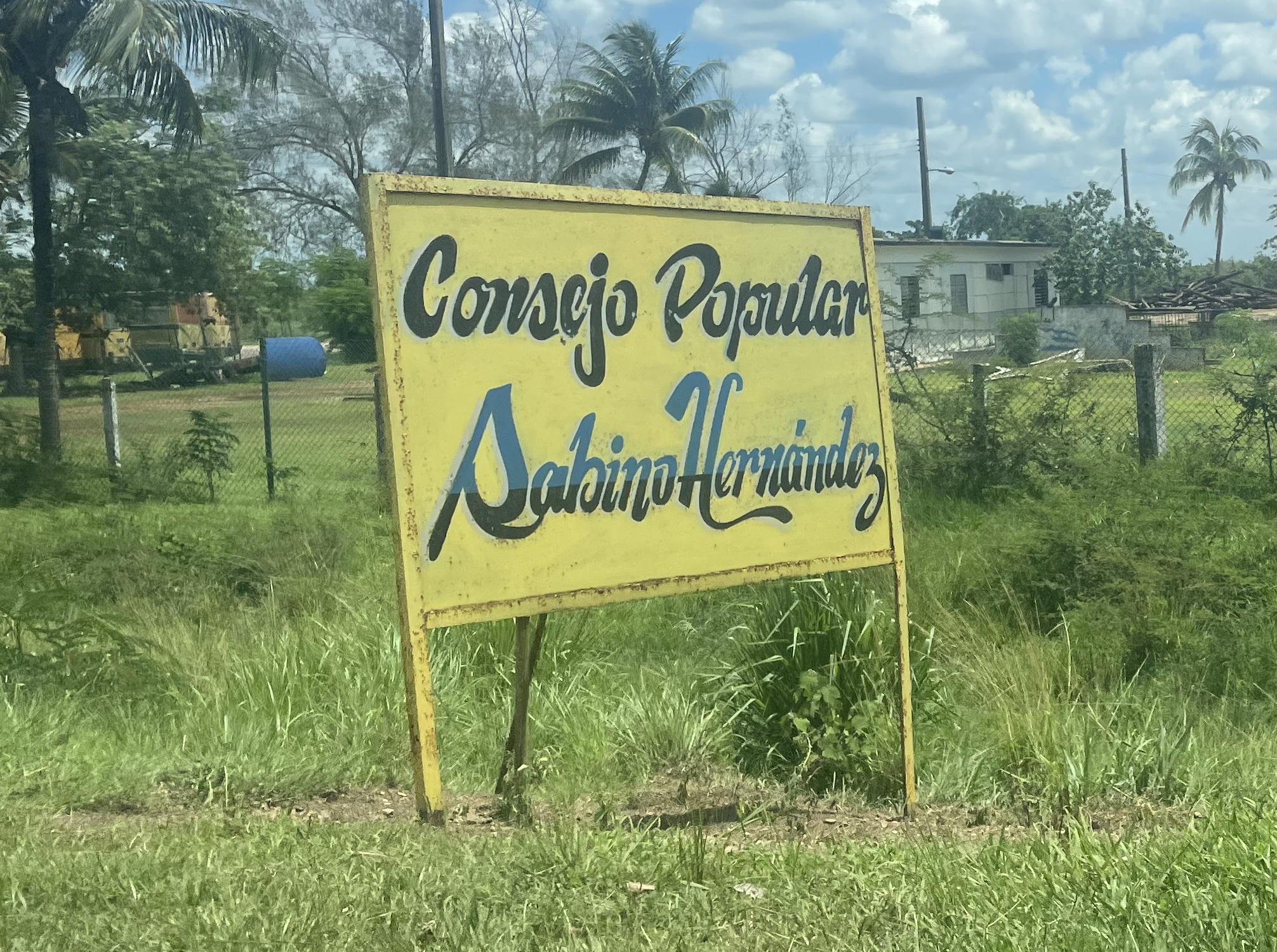
Sabino Hernández, Santo Domingo, tỉnh Villa Clara